# Parafia św. Piusa X w Salisbury
Parafia św. Piusa X w Salisbury – parafia rzymskokatolicka, należąca do archidiecezji Brisbane.
Przy parafii funkcjonuje katolicka szkoła podstawowa św. Piusa X i katolicka szkoła podstawowa św. Brandona.